# Ectropothecium hyalinum
Ectropothecium hyalinum là một loài Rêu trong họ Hypnaceae. Loài này được (Reinw. & Hornsch.) M. Fleisch. mô tả khoa học đầu tiên năm 1904.